# Þórdís Árnadóttir
Þórdís Árnadóttir (* 19. September 1933 in Reykjavík; † 6. November 2013 in Garðabær) war eine isländische Schwimmerin.

## Werdegang
Þórdís Árnadóttir nahm bei den Olympischen Sommerspielen 1948 in London im Wettkampf über 200 m Brust teil. Sie schied im Vorlauf aus.